# Thunderbolt (album)
Thunderbolt je dvaadvacáté studiové album anglické heavymetalové skupiny Saxon. Vydáno bylo 2. února roku 2018 společností Silver Lining Music. Jeho nahrávání bylo dokončeno koncem září 2017. Producent Andy Sneap následně pracoval na jeho mixingu, který byl dokončen počátkem následujícího měsíce. Název alba byl zveřejněn již v červnu 2017, tedy několik měsíců před jeho dokončením. Deska obsahuje například skladbu „They Played Rock and Roll“, která je věnovaná skupině Motörhead. Zpěvák kapely Saxon Biff Byford na písni začal pracovat nedlouho předtím, než Lemmy, frontman Motörhead, zemřel. Původně zamýšlel, že by Lemmy v písni zpíval.

## Seznam skladeb
1. Olympus Rising
2. Thunderbolt
3. The Secret of Flight
4. Nosferatu (The Vampires Waltz)
5. They Played Rock and Roll
6. Predator (growling vokály: Johan Hegg z Amon Amarth)
7. Sons of Odin
8. Sniper
9. A Wizard’s Tale
10. Speed Merchants
11. Roadie's Song
12. Nosferatu

## Obsazení
- Biff Byford – zpěv
- Paul Quinn – kytara
- Doug Scarratt – kytara
- Nibbs Carter – baskytara
- Nigel Glockler – bicí